# Redjem Demouche
Redjem Demouche (în arabă رجم دموش) este o comună din provincia Sidi Bel Abbès, Algeria.
Populația comunei este de 2.676 de locuitori (2008).